# Notomys amplus
O Notomys amplus é uma espécie extinta de roedor australiano. Habitava a região central da Austrália e pesava cerca de 80 gramas. Seu último relato consta de 1896.